# Lancashire Combination
Die Lancashire Combination war eine Fußballmeisterschaft im englischen Fußball.

## Geschichte
Die Lancashire Combination entstand 1891 als regionale Meisterschaft in Lancashire. Die Region gehörte zu den Brutstätten des modernen Ligafußballs, ein Großteil der Klubs der Gründungssaison 1888/89 der Football League entstammte der Gegend. Mit der Lancashire League war bereits 1889 eine regionale Meisterschaft entstanden, diese nahm jedoch keine Reservemannschaften der Football-League-Klubs auf. Daher forcierten die Blackburn Rovers, Bolton Wanderers und Preston North End die Gründung der Lancashire Combination, in der sie sich mit ursprünglich sechs – der Halliwell FC zog sich im Saisonverlauf zurück – Mannschaften der Region zusammenschlossen. Anfangs wurde die Meisterschaft von den Reservemannschaften dominiert, 1902 war Accrington Stanley der erste eigenständige Meister.
In den ersten Jahren des Bestehens der Lancashire Combination wuchs die Teilnehmerzahl. Dabei gab es jedoch immer wieder Probleme, so dass sich teilweise Mannschaften zwischen oder während Spielzeiten zurückzogen und sich daher teilweise auch ungleichmäßige Spielanzahlen für Klubs innerhalb von Spielzeiten ergaben. Aufgrund des Wachstums wurde jedoch bereits kurz nach der Jahrhundertwende eine zweite Spielklasse eingeführt. Während des Ersten Weltkrieges wurde landesweit der Spielbetrieb offiziell eingestellt, teilweise traten die Klubs der Lancashire Combination jedoch bis zur Wiederaufnahme des regulären Spielbetriebs 1919 in „Miniligen“ weiters gegeneinander an. Mit der Einführung der Football League Third Division North 1921 wanderten in der Folge einige Klubs dorthin ab, sofern die Football League sie zur Aufnahme zuließ.
Bis Ende der 1930er Jahre wuchs die erste Liga der Lancashire Combination auf 22 Mannschaften an, ehe der Zweite Weltkrieg den offiziellen Spielbetrieb erneut zum Erliegen brachte. 1945 wurde die Meisterschaft zunächst mit zwölf Mannschaften wieder aufgenommen, bereits zur folgenden Spielzeit traten wieder 22 Klubs an. 1968 wurde auf Betreiben einiger Non-League-Klubs die Northern Premier League zur Konzentration der stärkeren Klubs gegründet, in der Folge wechselten einige Vereine aus der Lancashire Combination dorthin bzw. in die stärker eingeschätzte Cheshire County League, um dort entstandene Lücken zu füllen. Daraufhin wurde die zweite Liga abgeschafft, die 20 Klubs spielten in einer Liga. Nach weiteren Abgängen schrumnpfte die Liga zwischenzeitlich auf 15 Teams, später waren wieder 18 Mannschaften vertreten.
1982 fusionierte die Lancashire Combination mit der Cheshire County League zur North West Counties League.